# Мартин III Энрикес де Лакарра
Мартин III Энрикес де Лакарра или Мартин Энрикес де Лакарра-и-Монкайо (исп. Martín III Enríquez de Lacarra; около 1393 — 28 сентября 1428) — наваррский дворянин, служивший королю Наварры Карлу III Благородному и его дочери-наследнице Бланке I Наваррской, вышедшей замуж за короля Хуана II Арагонского. Он был 2-м сеньором де Вьерлас и де Сартагуда и 3-м сеньором де Аблитас.

## Биография

### Семейное происхождение и ранние годы
Мартин III Энрикес де Лакарра родился около 1393 года в Королевстве Наварра. Старший сын второго маршала Мартина Энрикеса де Лакарры, 1-го сеньора Сартагуды и Вьерласа, 2-го сеньора Аблитаса, и Инес де Монкайо. Потомок короля Наварры и графа Шампани Генриха (Энрике) I Толстого.

### Сеньор Вьерлас, Аблитас и Сартагуда
В 1409 году в качестве королевского свадебного подарка он получил для своих законных потомков замок и город Вьерлас, а также лагуну с заброшенной территорией Лор навечно, став его вторым сеньором из рода Лакарра.
После смерти своего отца 9 июля 1410 года он получил вилл Аблитас, став его третьим сеньором, и Сартагуда, последний был вторым в его родословной.

### Главный мерино Туделы
Он был назначен королем главным мерино Ла-Риберы 8 января 1411 года, а вскоре после этого — алькайдом замка Тудела.
31 августа 1414 года он переехал в земли Нижней Наварры, чтобы быть посредником в судебных процессах по пограничным вопросам, между жителями страны Микса и жителями виконтства Беарн, и как только миссия была завершена, он вернулся 1 февраля 1415 года.
В 1416 году он сопровождал Санчо де Отейсаля, декана Туделы, в дипломатической поездке в Барселону.

### Смерть и преемственность
Мартин Энрикес де Лакарра-и-Монкайо скончался 28 сентября 1428 года, не оставив законных детей, для которых его преемниками были его братья: в сеньориях Аблитас и Вьерлас, которые входили в состав майората Лакарра, был его брат Бельтран Энрикес де Лакарра, который был вторым по рождению, и в Сартагуде его младший брат Санчо Энрикес де Лакарра.

## Брак
В 1409 году в городе Перальта Мартин III Энрикес де Лакарра женился на Альдонсе де Гурреа (род. ок. 1390), дочери Мигеля де Гурреа (ок. 1359 — ок. 1408), сеньора Альфочеа, Агуэро, Артасона, Беча и др., и его жены Эльвиры де Мендосы, сеньоры де Санта-Эграсия. Но их брак был бездетным.